# Pro Rally 2001
Pro Rally 2001 es un videojuego de carreras desarrollado por Ubi Soft Barcelona y publicado por Ubi Soft para Microsoft Windows. Una secuela, Pro Rally 2002, fue lanzada en 2002.

## Jugabilidad
Pro Rally 2001 es un simulador de carreras de rally. Viene con 24 carreras repartidas en 12 países diferentes como Francia, Suecia y Kenia. Los escenarios incluyen asfalto, grava y caminos de tierra, desiertos, nieve y hielo. Los modos de juego consisten en Contrarreloj, Arcade y Championship. Las carreras conducidas en Contrarreloj se guardarán como autos fantasma para que el jugador corra contra si mismo. En los modos Arcade y Campeonato, se debe terminar cada recorrido con tiempos aceptables antes de poder competir en el siguiente. En el modo Campeonato, también se deberá completar con éxito una prueba de competencia de conducción antes de poder comenzar. Solo se tiene una oportunidad para cada curso en el modo Campeonato y tu auto también puede dañarse. Después de cada carrera, solo hay un tiempo limitado para las reparaciones, lo que obliga a hacer concesiones. El modo multijugador es posible en los modos de pantalla dividida, red y multijugador en línea.

## Recepción
Pro Rally 2001 tuvo una recepción mixta, ya que GameRankings le dio una puntuación del 63%. Eurogamer concluyó que "los diferentes modos de Campeonato son todos más o menos iguales, el elemento de enseñanza es frustrante y está mal planificado, el manejo y los modales en la carretera de los autos son terribles, y hay muchos otros juegos disponibles que hacen más de lo mismo, solo que mejor".